# Акіко Гуден
Акіко Гуден (англ. Akiko Gooden; нар. 14 лютого 1972) — колишня американська тенісистка.
Найвищу одиночну позицію світового рейтингу — 155 місце досягла 20 серпня, 1990, парну — 119 місце — 13 квітня, 1992 року.
Здобула 1 одиночний та 1 парний титул.

## Фінали ITF
| турніри $25,000 |
| турніри $10,000 |

### Одиночний розряд: 2 (1–1)
| Результат | Ранг | Дата           | Турнір              | Покриття | Суперниця      | Рахунок  |
| --------- | ---- | -------------- | ------------------- | -------- | -------------- | -------- |
| Перемога  | 1.   | 19 червня 1989 | Мадейра, Португалія | Тверде   | Еміко Сакаґуті | 6–2, 7–5 |
| Поразка   | 1.   | 9 жовтня 1989  | Нагасакі, Японія    | Тверде   | Савамацу Наоко | 4–6, 0–6 |

### Парний розряд: 1 (1–0)
| Результат | Ранг | Дата          | Турнір              | Покриття | Партнерка     | Суперниці                  | Рахунок  |
| --------- | ---- | ------------- | ------------------- | -------- | ------------- | -------------------------- | -------- |
| Перемога  | 1.   | 5 жовтня 1992 | Лівуд (Канзас), США | Тверде   | Ніколь Арендт | Рейчел Дженсен Стефані Ріс | 6–3, 6–1 |